# 凤城镇 (文水县)
凤城镇，是中华人民共和国山西省吕梁市文水县下辖的一个乡镇级行政单位。

## 行政区划
凤城镇下辖以下地区：
西城区社区、东城区社区、南城区社区、北城区社区、东街村、南街村、西街村、北街村、私评村、南关村、土堂村、北关村、堡子村、韩村、冀周村、岳村、南峪口村、龙泉村、南徐村、章多村、桑村、桑村营村、宜儿村、武午村、方元村、大城南村、东旧村、西旧村、旧城庄村、里洪村、沟口村、牛家沟村、吕家山村、曹家山村、河底村、苏家岩村、半峪村、集灵源村和靛头村。